# 色雷鄂奎
色雷鄂奎（發音：[sàlè ŋəkʰwé]），旧译沙里伽維，是緬甸蒲甘王朝的君主，904年至934年在位。色雷鄂奎是國王的後裔，曾作為前任國王丹奈的馬夫，後來他暗殺了丹奈，登上蒲甘王位。